# Heinz Müller (Maler)
Heinz Müller (* 25. Februar 1924 in Leipzig; † 28. Mai 2007 in Bennewitz) war ein deutscher Maler in Leipzig.

## Leben
Während seiner Lehre als Dekorationsmaler von 1938 bis 1941 machte er unter der Obhut des Leipziger Malers Walter Bodenthal erste Versuche in der Landschaftsmalerei. Gleichzeitig bildete er sich in den Abendkursen der Kunsthandwerkerschule weiter.

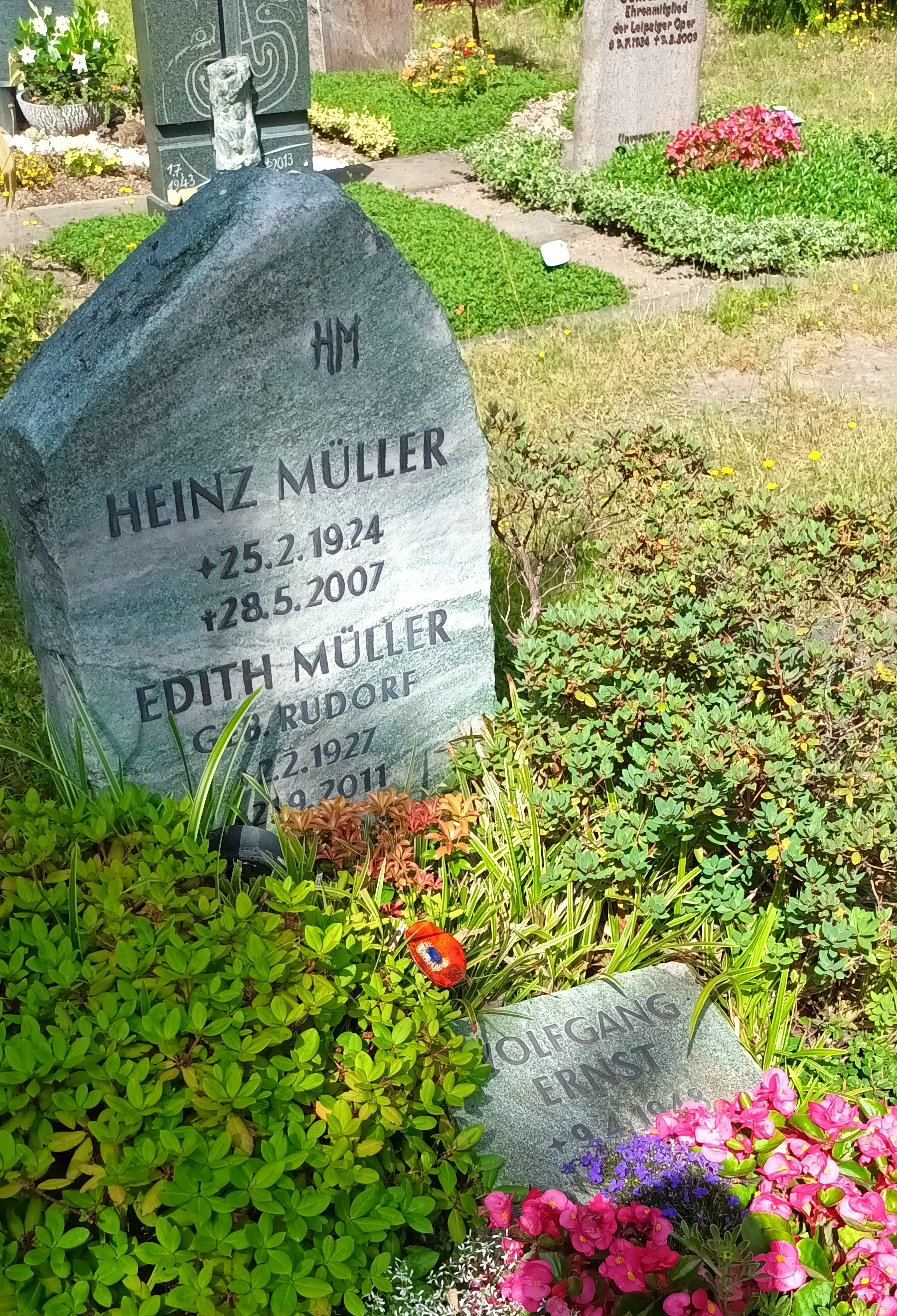
Grabstätte Heinz Müller

1941 wurde er zum Arbeitsdienst einberufen und war anschließend Soldat in Russland. Vom Januar 1945 bis zum Juni 1946 befand er sich dann in amerikanischer und französischer Gefangenschaft.
Schwer durch Krankheit im Krieg geschwächt wurde er nach seiner Entlassung aus der Gefangenschaft in die Gewerkschaft 17, dem späteren Verband bildender Künstler (VBK) in Leipzig aufgenommen. Von 1947 bis zum März 1952 arbeitete er als Werbegrafiker in der Konsumgenossenschaft Leipzig.
Im April 1952 begann er freischaffend in der Sektion Maler und Grafiker des VBK zu arbeiten. Zwei Jahre später gründete er dann mit anderen Malern die Genossenschaft bildender Künstler Kunst der Zeit in Leipzig und saß zeitweise auch in deren Vorstand.
In den Jahren 1975 bis 1987 machte er Studienreisen nach Sofia, Bukarest, Prag, Moskau und Sankt Petersburg. Nach der politischen Wende wurde er Mitglied im Bund bildender Künstler Leipzig. In den Jahren von 1996 bis 2000 reiste er nach Italien, Frankreich und Dänemark. Er starb in der Rehaklinik Bennewitz.
150 Gemälde Müllers befinden sich als Leihgabe im Stadtgeschichtlichen Museum Leipzig, weitere Bilder finden sich im Lindenau-Museum Altenburg/Thüringen.
Seine Grabstätte befindet sich auf dem Leipziger Südfriedhof, II. Abteilung.

## Darstellung Müllers in der bildenden Kunst
- Karl-Heinz Barnekow: Porträt des Malers Heinz Müller (1953, Öl, 40 × 32 cm)[2]

## Werke (Auswahl)
- Frau am Tisch sitzend (Öl auf Leinwand, 75 × 100 cm, 1956; Kunsthalle der Sparkasse Leipzig)[3]
- Landschaft mit Überlandleitung (1960, Öl, 60 × 80 cm)[4]
- Zauberer (Öl auf Leinwand, 58,6 × 47,5 cm, 1983; Kunsthalle der Sparkasse Leipzig)[5]
- Leipziger Vorort (Öl auf Leinwand, 47 × 56 cm, 1987; Kunsthalle der Sparkasse Leipzig)[6]

## Ausstellungen (unvollständig)

### Einzelausstellungen
- 1947 Kunsthandlung Malz, Leipzig
- zwischen 1947 und 1969 drei Ausstellungen in der Kunsthandlung Engewald, Leipzig
- zwischen 1955 und 1980 drei Ausstellungen bei Kunst der Zeit, Leipzig
- 1989 Galerie am Weidendamm, Berlin; sowie Galerie am Thomaskirchhof, Leipzig; mit Katalog zum 65. Geburtstag
- 1997/98 Galerie Bernauer Berg, Frankfurt am Main
- 1999 Ausstellungszentrum der Universität Leipzig, Krochhochhaus
- 1999 und 2004 Heimatmuseum Neuruppin
- 2000 und 2005 Galerie Lux, Berlin

### Ausstellungsbeteiligungen
- 1947 Leipzig, Museum der Bildenden Künste („Malerei der Gegenwart“)[7]
- 1948: Leipzig, Museum der bildenden Künste („Leipziger Kunstausstellung 1948“)[8]
- 1953 bis 1985: Leipzig, elf Bezirkskunstausstellungen
- 1961: Berlin, Deutsche Akademie der Künste („Junge Künstler. Malerei“)
- 1977: Altenburg/Thüringen, Lindenau-Museum („Zeichnung im Bezirk Leipzig“)
- 1977/1978 und 1982/1983: Dresden, Albertinum, VIII. und IX. Kunstausstellung der DDR
- 1984: Leipzig, Museum der bildenden Künste („Kunst in Leipzig 1949 -1984“)
- 1987: Leipzig, Galerie Wort und Werk („Kunst in christlicher Verantwortung“)